# GommeHD.net
GommeHD.net ist ein deutsches Minecraft-Mehrspielernetzwerk mit mehr als 4,4 Millionen registrierten Nutzern. Es gilt als erfolgreichster Minecraft-Server im deutschsprachigen Raum.

## Geschichte und Aufbau
Ursprünglich gegründet mit 24 Slots als Abonnenten-Special des YouTubers GommeHD wurde das Netzwerk am 28. Juli 2012 unter der Domain GommeHD.tk veröffentlicht. Durch Webvideoproduzenten wie Simon Unge erlangte das Netzwerk größere Bekanntheit.
Das Mehrspielernetzwerk besteht aktuell, neben der sogenannten „Gommunity“, aus 22 öffentlich zugänglichen Spielmodi. Die meisten dieser Modi basieren auf dem Player-versus-Player-Prinzip. Zu Beginn gab es nur den Modus „HungerGames“, welcher auf der Buchreihe Die Tribute von Panem basierte. Mit der Zeit wurden weitere Spielmodi hinzugefügt und ersetzten auch teilweise ältere, so wurde beispielsweise 2019 der Modus „CityBuild“ hinzugefügt, in dem man einen Shop gründen und seiner Kreativität freien Lauf lassen kann.
Entfernte Modi stehen Nutzern nach Kauf des „Supremium“-Ranges weiterhin auf den privaten Servern innerhalb des Netzwerkes zur Verfügung. Dieser Rang ist, neben dem „Premium“-Rang, der einzige kostenpflichtige Rang auf dem Netzwerk.
Das GommeHD.net-Team, bestehend unter anderem aus Administratoren, Developern und Moderatoren, setzt sich (Stand: 11. April 2025) aus insgesamt 115 Mitgliedern zusammen.

## Technik & Betrieb
Im technischen Sinne handelt es sich bei dem Netzwerk um ein Reverse-Proxy-Netzwerk. Das bedeutet, dass sich zwischen Client und Server ein Proxy befindet, welcher die Nutzervermittlung vornimmt. Dadurch ist es möglich, dass der Nutzer den Server innerhalb des Netzwerkes beliebig wechselt, ohne dass sich dieser neu verbinden muss oder den Wechsel der Server mitbekommt.
Einzelne Spielrunden werden durch ein automatisiertes Cloudsystem auf eigenen Serverinstanzen ausgelagert und können somit nach Bedarf bereitgestellt werden.
Der Host-Hauptsitz von GommeHD.net befindet sich in Frankfurt am Main, wobei die Server in zwei voneinander unabhängigen Rechenzentren mit redundanter Anbindung untergebracht sind.
Die 2013 unter dem Namen GommeHD Media UG gegründete Firma, welche für den Betrieb des Netzwerkes zuständig ist, wurde 2014 in IndieLemon UG umbenannt. Seit dem 23. September 2016 firmiert sie in der Rechtsform der GmbH & Co. KG, persönlich haftende Gesellschafterin ist die GommeHDnet GmbH. Geschäftsführer ist seit Gründung Christoph Renk, welcher 50 % der Geschäftsanteile an der GommeHDnet GmbH hält.
Die IndieLemon GmbH & Co. KG besaß im Geschäftsjahr 2021 eine Bilanzsumme von 969.566,86 Euro.

## Community
Die Community kann sich bei der Weiterentwicklung des Netzwerkes aktiv beteiligen, untereinander kommunizieren oder Kontakt zum Team aufnehmen. Es stehen hierzu ein Internetforum, eine Support-Seite und TeamSpeak- bzw. Discord-Server zur Verfügung. Über die Plattform Crowdin kann man sich selbst an der Internationalisierung beteiligen. Zudem hat jeder die Möglichkeit, eine eigens erbaute Map einzureichen, die dann nach Überprüfung in die öffentlich zugänglichen Spielmodi integriert werden kann, und Bugs oder technische Probleme über die GommeHD.net-Webseite zu melden.
Der Server wird auch außerhalb von Updates durch das Team mit Inhalten durch Fans versorgt, die zum Beispiel in Form von Let’s Plays bzw. Livestreams ihre Spielerlebnisse auf dem Server teilen.
Des Weiteren gibt es mit der sogenannten „Gommunity“ einen Bereich auf dem Server, der zur Kommunikation unter den Nutzern und mit dem Team genutzt werden kann. Zugleich kann man dort Jump ’n’ Runs, Minispiele wie Uno oder Stadt, Land, Fluss, den Modus „King of the Ladder“ und Varianten von „The Dropper“ spielen und sich dabei mit anderen Mitgliedern der Fangemeinde austauschen.